# Hugo Sotil
Hugo Alejandro Sotil Yeren (ur. 8 marca 1949 w Ice, Peru, zm. 30 grudnia 2024 w Limie) – peruwiański piłkarz. Występował na pozycji napastnika. 62 razy wystąpił w reprezentacji Peru i strzelił w niej 18 goli. Grał w takich klubach jak: Municipal Lima, FC Barcelona, Alianza Lima, Independiente Medellín, ponownie Municipal Lima i Espartanos.
Był członkiem pokolenia peruwiańskich piłkarzy, którzy zdobyli międzynarodowe uznanie, przyczyniając się do zwycięstwa w Copa América w 1975 roku oraz udziału reprezentacji Peru w mistrzostwach świata w Meksyku w 1970 roku i Argentynie w 1978 roku. Oprócz sukcesów w barwach narodowych wyróżniał się technicznymi umiejętnościami, grając jako napastnik i ofensywny pomocnik.
Wychowany w sekcjach młodzieżowych Alianza Lima, zadebiutował jako zawodowiec w 1968 roku w barwach Deportivo Municipal, a następnie w 1973 roku podpisał kontrakt z Barceloną. W katalońskim klubie występował u boku Johana Cruyffa, zdobywając mistrzostwo Hiszpanii w swoim pierwszym sezonie po długiej przerwie tytułowej klubu. Podczas kariery w Europie nosił koszulkę z numerem 10, zdobywając jedno mistrzostwo ligi i dwa tytuły wicemistrzowskie, zanim w 1977 roku powrócił do Peru, gdzie wywalczył dwa kolejne tytuły krajowe z Alianza Lima.
Poza karierą klubową, Sotil zyskał międzynarodowe uznanie, występując w 1973 roku w drużynie Ameryki przeciwko reprezentacji Europy, w której zdobył bramkę. Jego popularność wykraczała poza świat sportu – w 1972 roku zagrał główną rolę w filmie Cholo, wyreżyserowanym przez Bernarda Batievsky’ego. Odrestaurowana wersja filmu została zaprezentowana na Festiwalu Filmowym w Limie w 2021 roku.